# Fausto Correia
Fausto Correia (n. 29 octombrie 1951 - d. 9 octombrie 2007), a fost un om politic portughez, membru al Parlamentului European în perioada 2004-2009 din partea Portugaliei. 
1. ↑  Adunarea Republicii
2. ↑   http://www.correiomanha.pt/noticia.asp?id=261142&idselect=90&idCanal=90&p=200 Lipsește sau este vid: |title= (ajutor)
3. ↑  Deputații în Parlamentul European